# Hubert Yonnet
Pour les articles homonymes, voir Yonnet.
Hubert Yonnet  est un élevage français de taureaux de combat des XIXe siècle, XXe siècle et du début XXIe siècle. C'est sans doute l'élevage le plus titré et le plus ancien en France.

## Présentation
L'élevage d'origine est Pinto Barreiros, ganadería portugaise. Sa devise est vert et blanc. Son ancienneté à Madrid remonte au 4 août 1991.

## Historique
Fondé par Joseph Yonnet à la fin du XIXe siècle avec du bétail du vicomte Laborde-Caumont, l'élevage a reçu du sang espagnol en 1873 lorsque Joseph Yonnet y a introduit un étalon issu de la ganadería Ripamilan, puis en 1876, un autre étalon de la ganadería Miura. D'autres sementals d'autres élevages espagnols seront introduits dans les années suivantes : un Veragua, un Zalduendo et des vaches de Lizazo entre autres.
À la mort de Joseph, l'élevage est repris par ses fils Valentin et Christophe qui continuent à introduire du sang espagnol. À la mort de Christophe, son frère vend l'élevage la compagnie « Alais, Froges & Camargue », qui deviendra la société Pechiney.
En 1939, le petit neveu[évasif] de Valentin (Christophe II), qui s'occupait de l'élevage pour le compte de la société propriétaire, le rachète, et il opère divers croisements en 1943. Mais ces croisements se révèlent insuffisants et Christophe rachète à Conchita Cintrón l'élevage qu'elle avait créé entre 1946 et 1950.
À cette époque, le bétail Yonnet est encore du bétail croisé que Hubert, fils de Christophe II, transformera en bétail de caste à partir de 1956. La première présentation de ses novillos a lieu en 1979 à Barcelone.

## Grandes dates
Le 15 juin 1947 à Arles, l'élevage triomphe avec le matador mexicain Antonio Velázquez, seul face à six Yonnets.
Le 13 août 1981 à Saint-Sever, le cinquième novillo « Montenegro » est honoré d'un tour de piste.
Pedrín Benjumea affronte les novillos de Yonnet le 1er août 1965 à Châteaurenard.
El Fundi a obtenu une oreille à Arles le 21 octobre 1989 face aux taureaux Yonnet.
Le 4 août 1991 Hubert Yonnet est le premier éleveur français à présenter ses taureaux à Madrid ce qui a valeur d'ancienneté.
En 2002 à Lunel "Pescaluno" est gracié.
En 2004, le 14 mars : Emilio Laserna a pris l'alternative à Vergèze dans le Gard devant des taureaux Hubert Yonnet.
En 2011 à Vic-Fezensac, le vendredi 5 août les taureaux de Christophe Yonnet ont reçu une ovation du public.
Le 28 juillet 2014, décès d'Hubert Yonnet. Ses obsèques se sont déroulées le 31 juillet à Arles et selon son désir, ses cendres ont été dispersées auprès de l'ancienne croix se trouvant près de La Belugo, le mas où il résidait et lieu où était établi son élevage.